# NGC 2535
NGC 2535 је спирална галаксија у сазвежђу Рак која се налази на NGC листи објеката дубоког неба.
Деклинација објекта је + 25° 12' 26" а ректасцензија 8h 11m 13,6s. Привидна величина (магнитуда) објекта NGC 2535 износи 12,6 а фотографска магнитуда 13,3. NGC 2535 је још познат и под ознакама UGC 4264, MCG 4-20-4, CGCG 119-8, IRAS 08082+2521, KCPG 156A, VV 9, ARP 82, KUG 0808+253A, PGC 22957.